# Inka Schube
Inka Schube (* 1961 in Burg bei Magdeburg) ist eine deutsche Kunsthistorikerin und Bildwissenschaftlerin. Seit 2001 ist sie Kuratorin für Fotografie und Medienkunst am Sprengel Museum Hannover.

## Leben
Inka Schube studierte von 1982 bis 1987 klassische Archäologie, Kulturtheorie und Kunstwissenschaften an der Humboldt-Universität zu Berlin. Sie schloss 1987 mit einer Arbeit zur Rezeption der Abstrakten Malerei in der DDR-Kunstgeschichtsschreibung als Diplom-Kunstwissenschaftlerin ab.
Von 1987 bis 1990 arbeitete sie als freie Kuratorin und Kunstwissenschaftlerin. Unter anderem leitete sie die Galerie Berliner Junger Künstler im Haus der Jungen Talente Berlin (heute Palais Podewils), begleitete kuratorisch 1987 und 1988 die EKO-Pleinair Metall–Eisen–Stahl, im Eisenhüttenkombinat Ost und gemeinsam mit Ulrich Domröse 1990 die Ausstellung Zweitakt:bildende Kunst aus Berlin Ost und Berlin West (erste gemeinsame Ausstellung von VBK und BBK).
1990 gründete sie gemeinsam mit Florian Merkel die (Foto-)Galerie in der Brotfabrik Berlin e.V. in der Trägerschaft von Förderband e.V., die sie bis 1998 leitete. Nach dem Wechsel der Trägerschaft schloss sich eine einjähriger ehrenamtliche kuratorischer Arbeit gemeinsam mit Tina Bara, Stefanie Grebe und Brigitte Werneburg an.
1997/98 arbeitete sie, gefördert von einem Stipendium für Fotografie und Museumspraxis der Alfried Krupp von Bohlen und Halbach-Stiftung, über das Verhältnis von individueller Sinnfindung und gesellschaftlicher Sinnstiftung in der Fotografie der DDR anhand der Förderaufträge der Gesellschaft für Fotografie im Kulturbund der DDR, 1981–1989.
Von 1998 bis 2001 arbeitete Schube in verschiedenen Projektgruppen der Neuen Gesellschaft für Bildende Kunst und initiierte unter anderem die Konferenz Fotografie im Zentrum – Centrum für Photographie (1999) – nGbK.
Schube war und ist Mitglied diverser Jurys und Beiräte, unter anderem der Jury zu den Auslandsstipendien des Deutschen Akademischen Austauschdienstes, der Ankaufsjury des Senats von Berlin, der Jury für die Stipendien des Berliner Senats. Von 2008 bis 2012 war sie Mitglied bzw. Vorsitzende des Kunstbeirats des Instituts für Auslandsbeziehungen. Von 2017 bis 2018 unterrichtete sie kuratorische Praxis an der Hochschule Hannover.
2023-2025 ist bzw. war sie Mitglied der beratenden Gründungskommission, die 2023 in Vorbereitung der Einrichtung eines Deutschen Fotoinstituts eingesetzt wurde.
Schube ist verheiratet mit dem Künstler Florian Merkel. Das Paar hat zwei Kinder.

## Kuratierte Ausstellungen (Auswahl)
- 2004: Helga Paris, Fotografien, Sprengel Museum Hannover, im Anschluss Brandenburgische Kunstsammlungen, Cottbus[14]
- 2005: Martha Rosler, If not now, when?»Spectrum« Internationaler Preis für Fotografie der Stiftung Niedersachsen, Sprengel Museum Hannover[15]; Heidi Specker, Im Garten (P); Heidi Specker & Germaine Krull, Bangkok, Sprengel Museum Hannover[16]
- 2008: Helen Levitt. – »Spectrum« Internationaler Preis für Fotografie der Stiftung Niedersachsen, Sprengel Museum Hannover
- 2013: Boris Mikhailov, Die Bücher 1968–2012, »SPECTRUM«Internationaler Preis für Fotografie der Stiftung Niedersachsen, Sprengel Museum Hannover[17]
- 2015: Hannah Collins, »SPECTRUM« Internationaler Preis für Fotografie der Stiftung Niedersachsen, Sprengel Museum Hannover[18]
- 2016: Werkstatt für Photographie 1977–1987: Und plötzlich diese Weite, Sprengel Museum Hannover[19][20]
- 2019: Umbo[21], Sprengel Museum Hannover; Helga Paris. Fotografin. Akademie der Künste Berlin[22][23]
- 2021: Zanele Muholi, Zazise – "Spectrum" – Internationaler Preis für Fotografie der Stiftung Niedersachsen. Sprengel Museum Hannover[24]
- 2023: Ocular Witness: Schweinebewußtsein: Max Baumann, Frank Berger, Felix Bielmeier, Pierre Bismuth, Anetta Mona Chişa & Lucia Tkáčová, Anna Haifisch & Anja Koch, Jochen Lempert, Arne Schmitt, Wenke Seemann, Maria Sewcz, Maria Sturm, Andrzej Steinbach, Young-Hae Chang Heavy Industries, Sammlung Heidi Specker[25]
- 2024: Das Bild ist, was es tut: Ann Collier, Dörte Eißfeldt, Seiichi Furuya, Christina Glanz, Rodney Graham, Annette Kelm, Andrzej Steinbach, Raphaela Vogel, Ian Wiblin – Sammlung Niedersächsische Sparkassenstiftung und Kunststiftung Bernhard Sprengel und Freunde[26]; Schweinebewusstsein vagabundierend (an 5 externen Orten)[27]
- 2025: Frida Orupabo, Spectrum Internationaler Preis für Fotografie der Stiftung Niedersachsen[28], Sprengel Museum Hannover; Stand Up! Feministische Avantgarde, Werke aus der SAMMLUNG VERBUND, Wien, Sprengel Museum Hannover

## Publikationen als Herausgeberin (Auswahl)
- Boris Mihailov, Sergej Bratkov, Sergej Solonskij, Wenn ich ein Deutscher wäre, Galerie in der Brotfabrik, Verlag der Kunst Berlin, Dresden; Basel, 1995, ISBN 978-3-364-00352-8
- Helga Paris: Fotografien/Photographs; [anlässlich der Ausstellung Helga Paris. Fotografie; Sprengel-Museum Hannover, 15. September 2004 - 13. Februar 2005; Brandenburgische Kunstsammlungen Cottbus, Brandenburgische Kulturstiftung Cottbus, 1. März - 30. April 2005]. 1. Auflage. Holzwarth, Berlin 2004, ISBN 978-3-935567-19-0
- Hans-Peter Feldmann: Buch / Book #9, (mit Martin Clark und Martin Hochleitner), Sprengel Museum Hannover, Anrolfini Bristol, Landesgalerie Linz, Verlag Walther König, Köln 2007, ISBN 3-86560-232-0 / ISBN 978-3-86560-232-9
- Wolfgang Tillmans: Sprengel-Installation (+4), Sprengel Museum Hannover 2007, ISBN 978-3-89169-199-1 Sprengel Museum Hannover, Holzwarth Publikation, 2004, ISBN 3-935567-19-7 / ISBN 978-3-935567-19-0
- Lutz Dammbeck: Re-Re-Education, Filme 1979–2003; ISBN 978-3-86560-843-7/9783891692134
- Boris Mikhailov: Bücher, Strukturen des Wahnsinns, oder warum Hirten in den Bergen oft Verrückt werden / Books: structures of madness, or why shepherds living in the mountains often go crazy, Sprengel Museum Hannover, Walther König, Köln, 2013, ISBN 978-3-86335-303-2
- Martin Parr: We Love Britain! Photographs, Sprengel Museum Hannover, Schirmer/Mosel: München 2014, ISBN 3-8296-0687-7 / ISBN 978-3-8296-0687-5
- Zanele Muholi: Zazise, Spectrum - Internationaler Preis für Fotografie der Stiftung Niedersachsen, Sprengel Museum Hannover, 2021, ISBN 3-89169-254-4 / ISBN 978-3-89169-254-7

## Als Autorin (Auswahl)
- Habitat in: Anne Schönharting, Habitat Berlin-Charlottenburg, Hartmann Books, Stuttgart, 2022, S. 151 ff., ISBN 978-3-96070-091-3
- Image Warrior, in: Thierry Geoffroy/Colonel, a propulsive retrospective, Snoeck, Köln, 2024, S. 198 ff., ISBN 978-3-86442-395-6
- Diverse Beiträge in: Porträt einer Sammlung - Sprengel Museum Hannover, Hrsg. von Carina Plath und Julius Osmann, Hirmer, München, 2024, ISBN 978-3-89169-258-5
- Abgesang. Zu Christina Glanz, 24 Frauen, in: An den Rändern taumelt das Glück: Die späte DDR in der Fotografie. Hrsg. von Annett Jahn und Ulrike Mönnig, M BOOKS, Weimar, 2024, S. 254 ff., ISBN 3-944425-35-9, ISBN 978-3-944425-35-1